# 한재중학교
한재중학교는 대한민국 전라남도 담양군 대전면 대치리에 있는 공립 중학교이다.

## 학교 연혁
- 1955년 6월 30일 : 초대 서원삼 교장 취임
- 1955년 9월 1일 : 개교
- 2010년 3월 1일 : 자율학교 지정(전라남도교육청)
- 2012년 5월 7일 : 교육과학기술부 공모형 전원학교
- 2021년 4월 12일 : 전남형 그린스마트 미래학교
- 2024년 9월 1일 : 제25대 양사라 교장 취임
- 2025년 1월 8일 : 제68회 33명 졸업(총 졸업생 8,397명)

## 참고 자료
- 한재중학교 - 한국교육학술정보원 학교알리미